# Střešovice

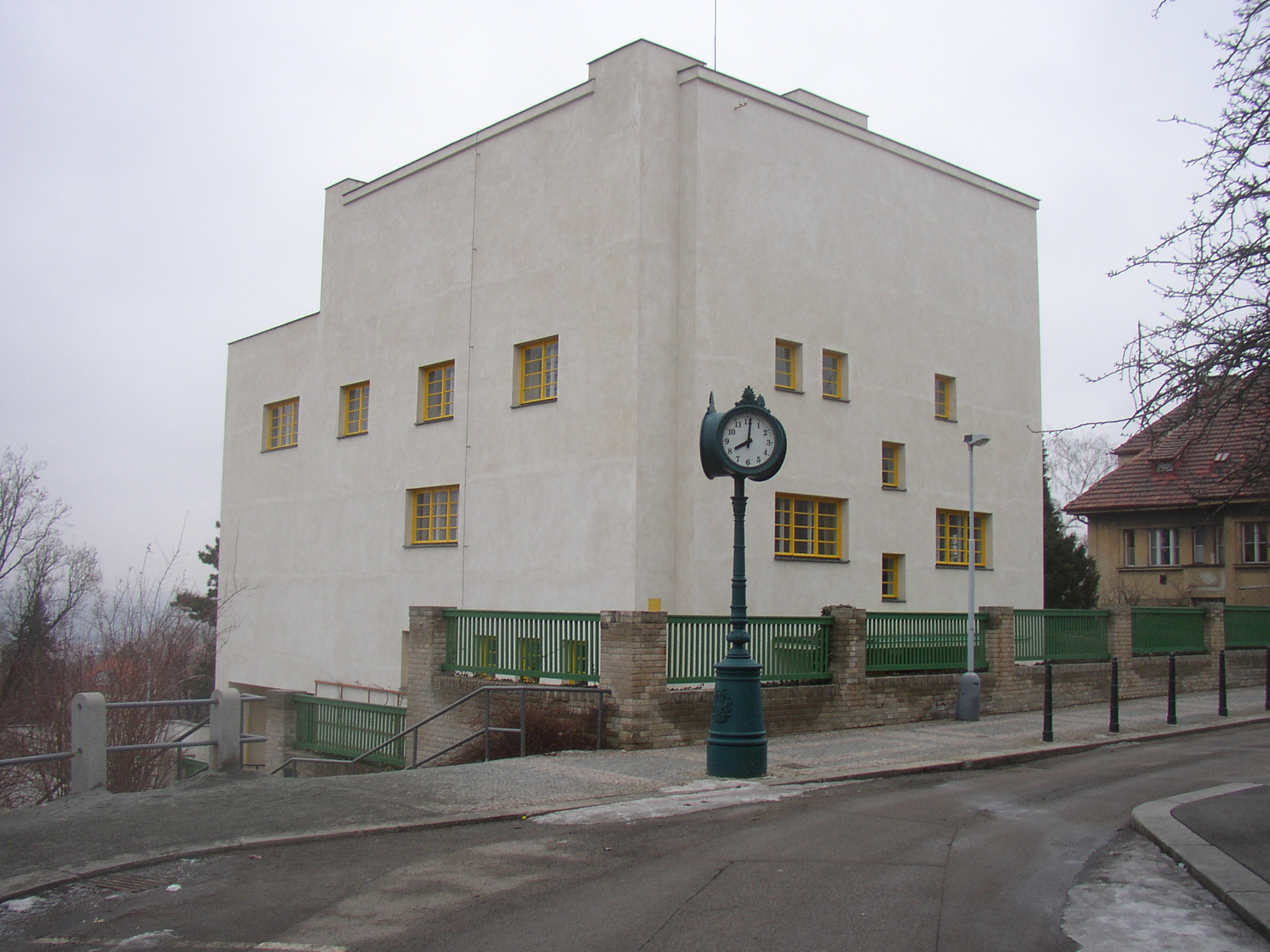
De Villa Müller

Střešovice is een wijk van de Tsjechische hoofdstad Praag. Het is een rustige wijk met een dorpse uitstraling die momenteel (2006) 6.833 inwoners heeft. Střešovice is bekend van de vele grote huizen die er staan. Dit is ook de reden dat Střešovice wel wordt aangeduid met de naam Praags Beverly Hills. De bekendste bezienswaardigheid in de wijk is de Villa Müller, een functionalistisch bouwwerk van de architect Adolf Loos.
De eerste vermeldingen van Střešovice stammen al uit de 10e en 11e eeuw. In 1922 werd het dorp onderdeel van de gemeente Praag. Sinds 1960 is het onderdeel van het gemeentelijke district Praag 6.